# Alois Negrelli
Alois Negrelli (it. Luigi Negrelli), född 23 januari 1799 i Fiera di Primiero i Tyrolen, död 1 oktober 1858 i Wien, var en österrikisk ingenjör och järnvägspionjär, som byggde den första järnvägen i Schweiz. Han byggde även järnvägar i Österrike, Tyskland och Italien och tog fram planerna för byggandet av Suezkanalen vilka senare genomfördes av Ferdinand de Lesseps.

## Biografi
Negrelli föddes var det sjunde av tio barn till en italiensktalande far och en tysktalande mor i Fiera di Primiero i Dolomiterna. Byn ligger i Trentino, söder om Tyrolen tidigare i det österrikiska kejsardömet, idag i norra Italien. Fadern och en av hans äldre systrar var welschtyroler, omersktalande sydtyroler, och stödde aktivt tyrolska upproret 1809, lett av Andreas Hofer mot ockupationen av deras hemland av franska och bayerska trupper. Fadern hölls fången i flera år men återvände slutligen hem 1814. Familjen, som hade förlorat en betydande del av sin förmögenhet, kämpade främst för att möjliggöra god utbildning och säkert levebröd för barnen. Detta slit underlättades av statliga myndigheter som ett erkännande av deras engagemang. Negrelli fick ett österrikiskt stipendium och började i gymnasiet i Feltre 1812, tillsammans med sina bröder. Han studerade senare i Padua och Innsbruck 1817, huvudstaden i Kronlandet Tyrolen.

### Anläggningsarbete

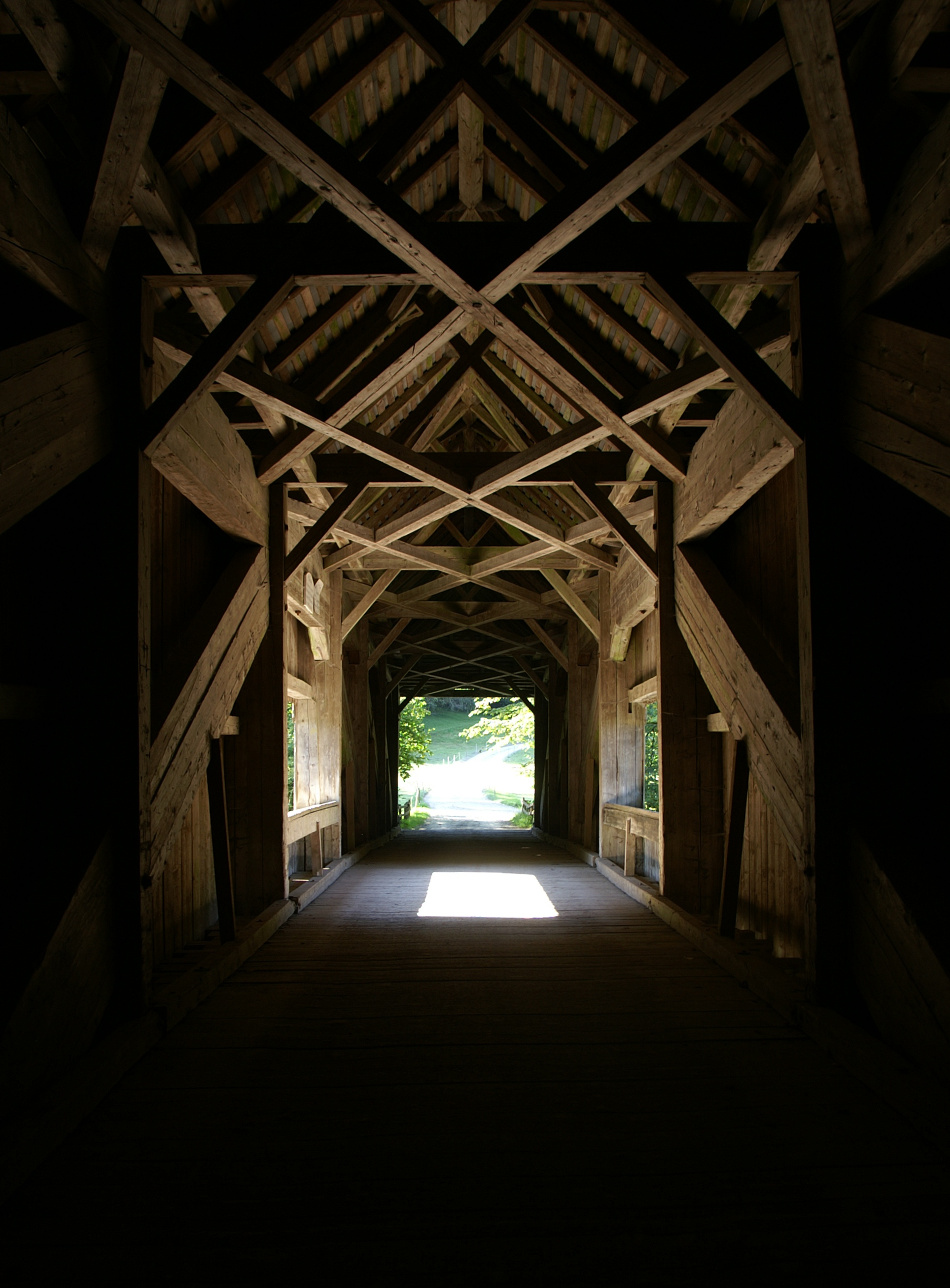
Gschwendtobelbron, Lingenau, 1830

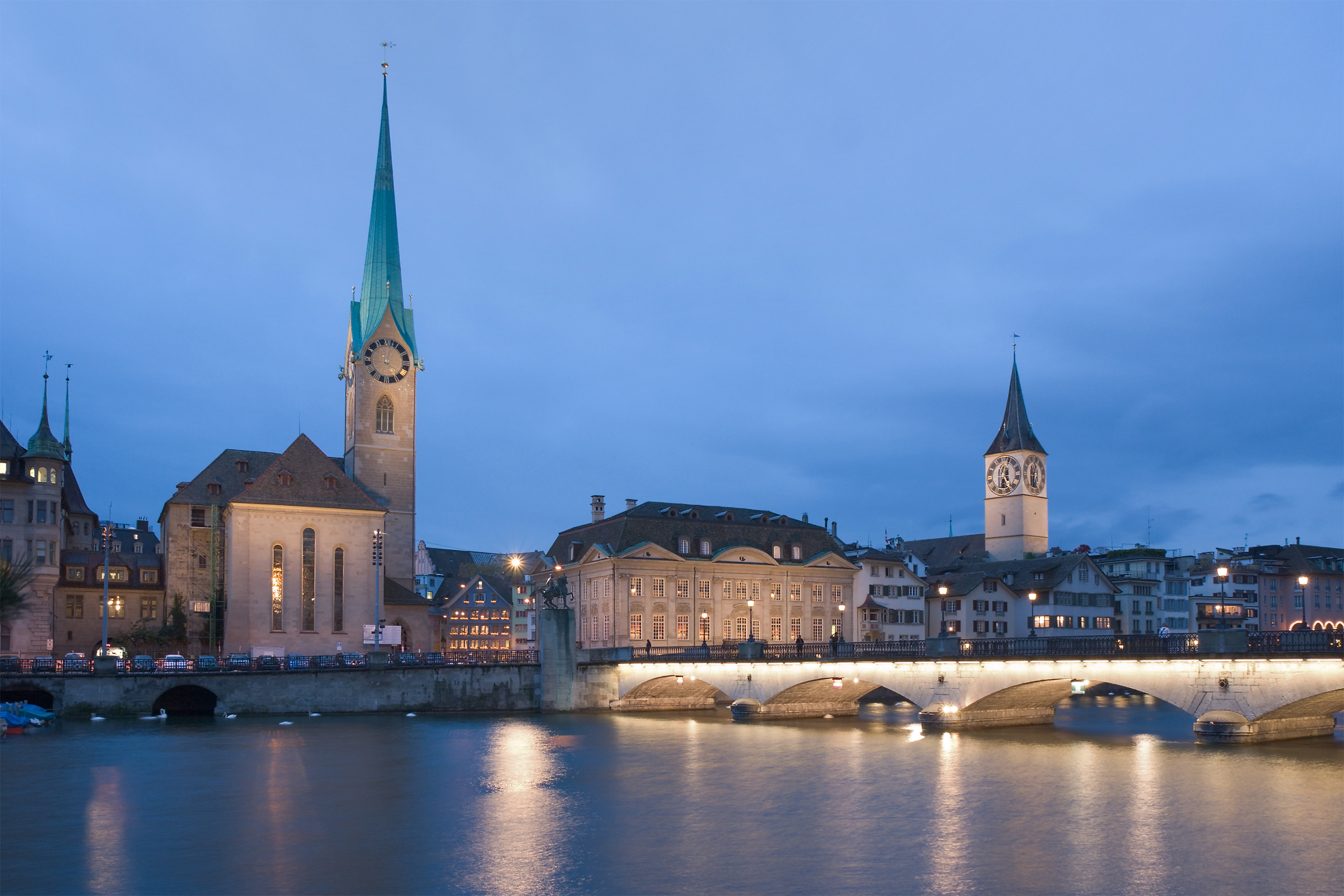
Münsterbron, i Zürich, 1838

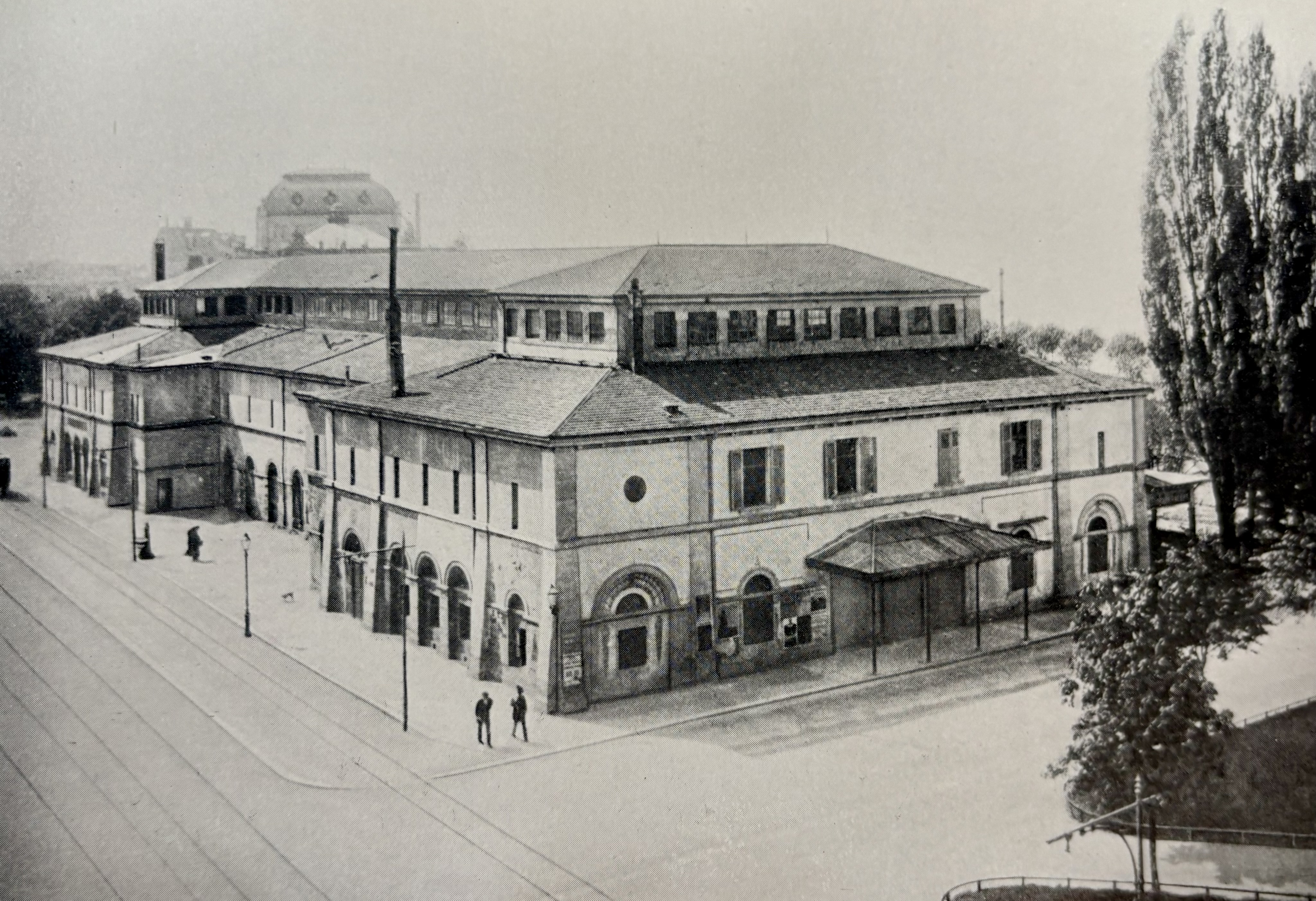
Kornhaus (spannmål) och konserthall, Zürich 1839, riven 1896

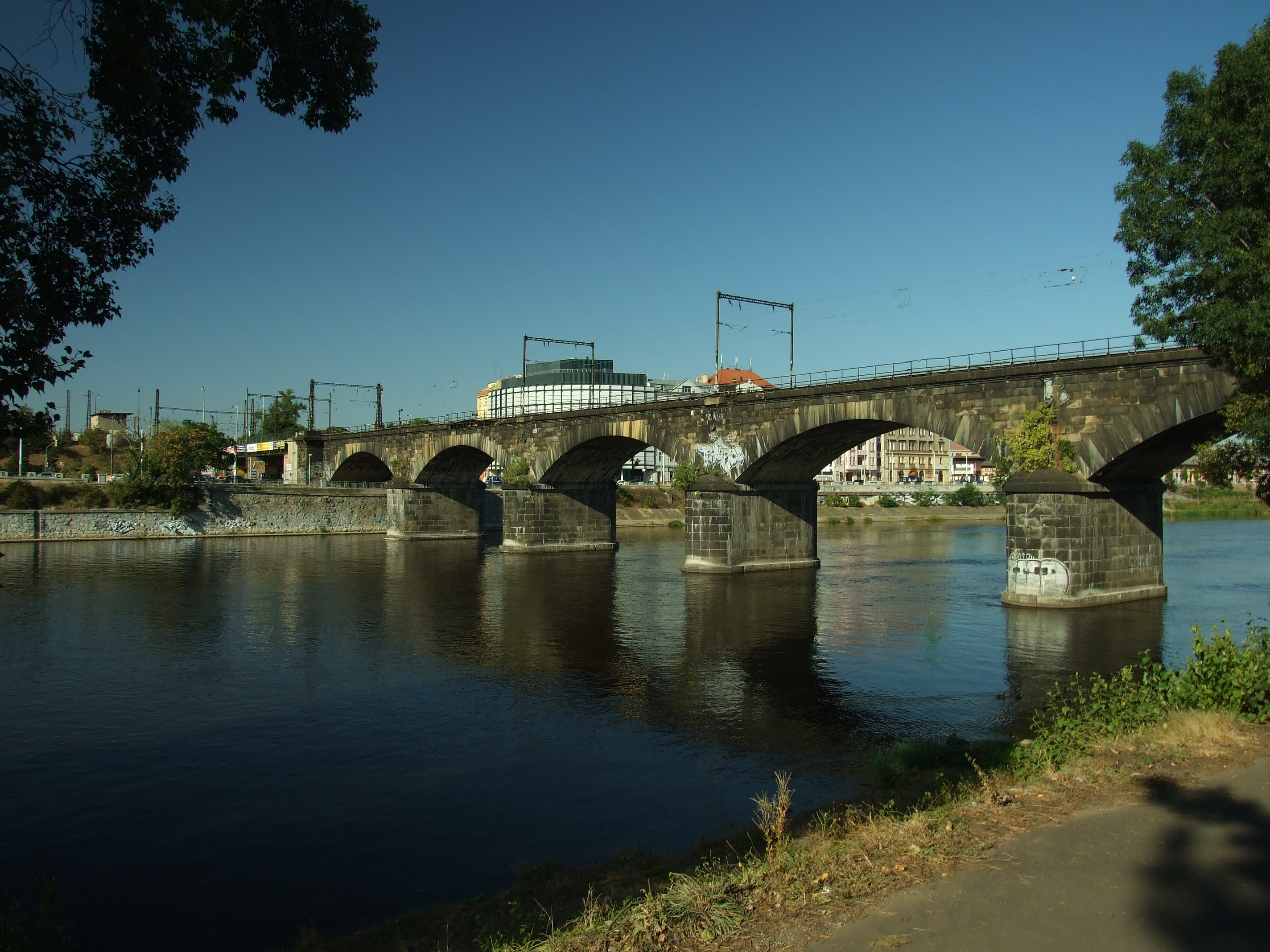
The Negrelliviadukten i Prag, 1849

Efter att ha börjat sin karriär 1818 som assistent till byggnadsdepartementet i Innsbruck arbetade Negrelli också i Vorarlberg från 1825 och framåt bosatt i Bregenz. Han konstruerade Gschwendtobelbron i Lingenau, en täckt träbro som fortfarande (2021) existerar, och fick ett gott rykte om sig för sitt deltagande i kanaliseringen av Alpenrhein och de olika österrikiska och schweiziska intressen som är knutna till den. Han flyttade till Schweiz 1832 och medverkade i uppförandet av olika konstruktioner i kantonen St. Gallen. År 1835 kallades han till Zürich, där han fortsatte med liknande aktiviteter, särskilt arbetade på Münsterbron, som korsade Limmat, tillsammans med Ferdinand Stadler, som var ansvarig för träarbetet. Stenbroar byggdes fortfarande över en trästomme vid denna tid. Han skapade också det nya Kornhaus 1839 som senare blev Zürichs första  konserthus. År 1895 ersattes den av en nybyggd andra byggnad för detta ändamål.

### Järnvägskonstruktion
Början i 1836 Negrelli började planera en första järnvägslinje i Schweiz. Den schweiziska norra järnvägen byggdes flera år senare 1846 från Zürich till Baden, Schweiz, under hans överinseende. Vid denna tid utsågs han också till medlem i olika statliga kommissioner och arbetade för andra kantoner. Under en resa till England, Frankrike och Belgien studerade han, liksom många andra ingenjörer, de senaste framstegen inom järnvägsbyggande och publicerade därefter sina idéer om att anpassa denna teknik till bergsområden i rapporter och fick stor uppmärksamhet i branschen. År 1837 förespråkade han utbyggnaden av järnvägen Innsbruck-Kufstein i Tyrolen och gjorde preliminära planerar för den, som projektet senare baserades på.
Negrelli återvände till arbetet i Österrike 1840. Han valdes som generalinspektör för den privata Kaiser-Ferdinands-Nordbahngesellschaft och Nördlichen Staatsbahn 1842. Han var ansvarig för byggandet av järnvägslinjerna från Wien via Prag till den tyska gränsen i riktning mot Dresden och via Ostrava till den polska gränsen i riktning mot Kraków. Negrelli förberedde järnvägen till senare österrikiska Lviv och förlängningen till den ryska gränsen. Han ledde byggandet av Negrelli-viadukten mellan 1846 och 1849, en järnvägsbro som korsade floden Moldau i Prag, med sina 1 110 m den längsta bron i sitt slag i Europa fram till 1910. Negrellis auktoritet i järnvägsfrågor var av särskild betydelse i beslutsprocessen för att få den bergiga Semmeringjärnvägen byggd av en annan ingenjör, Carl von Ghega, 1848 och hans råd begärdes för projekt av olika andra stater som Kungariket Württemberg och Kungariket Sachsen i Tyskland. År 1849 skulle Negrelli resa till det dåvarande österrikiska Kungariket Lombardiet-Venetien med uppgift att övervaka arbetet med offentliga byggnader, järnvägar och telegraflinjer, och leda en kommission som skulle reglera trafiken på floden Po. År 1850 tilldelades han en adelstitel med beteckningen Ritter von Moldelbe, utvald av honom själv till minne av hans tid på floderna Moldau och Elbe. Efter att ha anlänt tillbaka till Wien 1855 utsågs Negrelli till generalinspektör för det nygrundade Imperial Royal Privileged Austrian State Railway Company fram till 1857. Det skulle senare bli Staats-Eisenbahn-Gesellschaft, ett av de största järnvägsföretagen i det österrikiska riket.

### Kanaliseringsprojekt i Egypten
Negrelli hade, liksom många andra ingenjörer på sin tid,  tänkt på möjligheterna att bygga en konstgjord vattenväg för att förbinda Medelhavet med Röda havet från 1836 och framåt. År 1846 hade han bjudits in av Barthélemy Prosper Enfantin till Société d'Études du Canal de Suez och deltog 1847 i en utforskningsresa till Sueznäset. På grund av revolutionernas utbrott 1848 och de följande åren, och andra omständigheter, var Société d'Études tvungen att upphöra med sin verksamhet, Negrelli själv skickades till Lombardiet-Venetien vid den tiden.
År 1855 inbjöds Negrelli av Ferdinand de Lesseps att delta igen, nu i Internationella kommissionen för genomföring i Sueznäset (Commission Internationale pour le percement de l'isthme des Suez). Kommissionen bestod av tretton experter från sju länder som skulle granska Linant de Bellefonds planer och ge råd om genomförbarheten av och om den bästa vägen för ett kanalprojekt. Negrelli ingick i den undersökningsgrupp som reste till Egypten i slutet av 1855 och början av 1856. I de slutliga överläggningarna inom kommissionen i Paris i slutet av juni 1856, vann hans idéer om en kanal utan slussar och ett nordligt inlopp längre västerut. En omfattande slutrapport producerades, med planer och profiler, enligt vilka Suezkanal senare kom att byggas av Suez Canal Company, etablerat i slutet av 1858 av Lesseps.
Negrelli von Moldelbe dog 1858 vid 59 års ålder, troligen av matförgiftning som orsakade bakteriell infektion. Hans död inträffade bara några veckor innan kunde få ha bevittnat inrättandet av Suez Canal Company och bara ett halvår innan arbetet med kanalprojektet officiellt startade.